# Tarwin River
Tarwin River är ett vattendrag i Australien. Det ligger i delstaten Victoria, omkring 120 kilometer sydost om delstatshuvudstaden Melbourne.
Runt Tarwin River är det glesbefolkat, med 9 invånare per kvadratkilometer. Genomsnittlig årsnederbörd är 1 310 millimeter. Den regnigaste månaden är juni, med i genomsnitt 166 mm nederbörd, och den torraste är januari, med 55 mm nederbörd.